# Xã Greenville, Quận Somerset, Pennsylvania
Xã Greenville (tiếng Anh: Greenville Township) là một xã thuộc quận Somerset, tiểu bang Pennsylvania, Hoa Kỳ. Năm 2010, dân số của xã này là 668 người.